# Isak Jensen
Isak Steiner Jensen (født 23. december 2003) er en dansk fodboldspiller, der spiller for AZ.
Jensen er oprindeligt fra Odense og har spillet ungdomsfodbold i OB og SønderjyskE.
Jensen spillede sin første seniorkamp i SønderjyskE, hvor han nåede at spille i alt 24 førsteholdskampe, inden han i sommeren 2022 skiftede til den amerikanske klub St. Louis City SC. Jensen blev hentet til Viborg FF i sommeren 2023, hvor han kom på en etårig lejeaftale fra St. Louis City SC.
I lejeaftalen var en købsoption. Den benyttede Viborg FF i maj 2024 til at frikøbe 20-årige Isak Jensen. Jensen har skrevet under på en aftale med Viborg FF gældende til sommeren 2027.
Jensen har repræsenteret Danmark på det danske ungdomslandshold.